# Křemenáč borový
Křemenáč borový (Leccinum vulpinum Walting) je jedlá a chutná houba z čeledi hřibovitých, vhodná ke konzumaci ve všech úpravách.

## Synonyma
- Leccinum aurantiacum var. vulpinum (Watling) Pilát, 1966
- Krombholziella vulpina (Watling) Šutara, 1982
- Boletus vulpinus (Watling) Hlaváček, 1990
- Polyporus vulpinus (Link) Fr., 1821
- Xanthochrous vulpinus (Link) Bourdot&Galzin, 1925

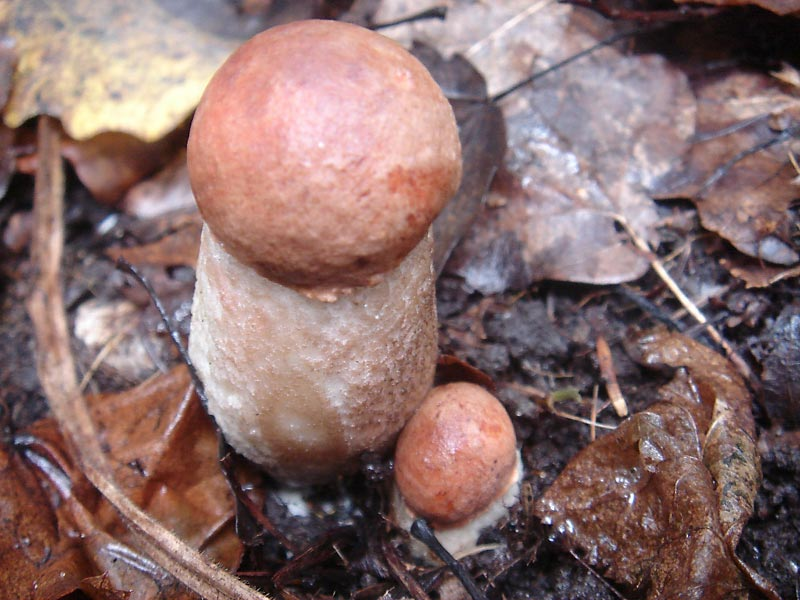
Šupiny na třeni jsou v mládí bělavé

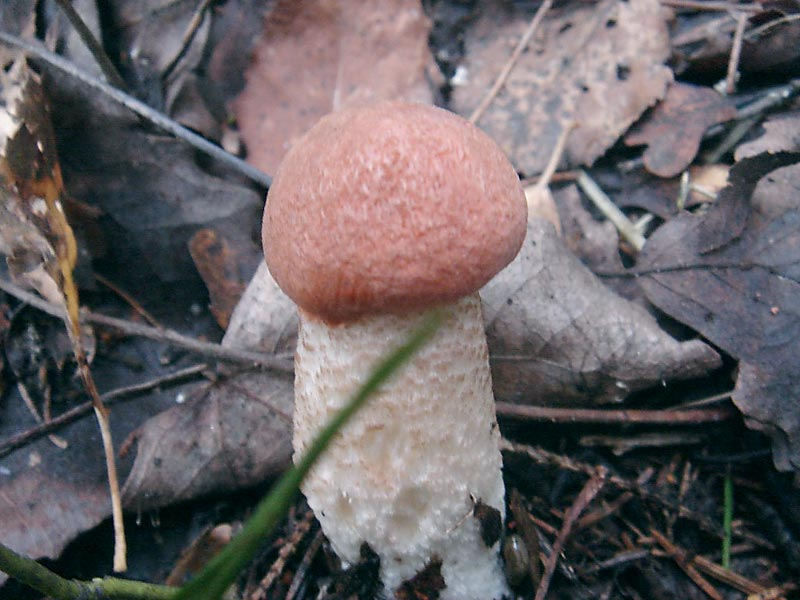
Mladá plodnice

- kozák borový
- hřib lískohnědý

## Vzhled

### Makroskopický
Klobouk má v průměru 5-12 cm, v mládí polokulovitý, později polštářovitý, rezavočervený, matný, sametový, někdy až vláknitě šupinatý, občas až jakoby roupukaný na políčka. Pokožka klobouku je suchá, za deštivého počasí slabě slizká ale rychle osychá.
Rourky jsou 18-25 mm dlouhé, při třeni vykrojené, nejprve smetanové, pak šedookrové s jemným nafialovělým nádechem. Póry jsou drobné.
Třeň je 70-150 mm a 15-45 mm široký, v mládí břichatý, později válcovitý nebo kyjovitý, bělavý, pokrytý šupinkami, které jsou v mládí bělavé, potom hnědé a červenohnědé a stářím dostávají tmavě šedou až černavou barvu.
Dužnina je bílá, nejprve celá tuhá, později v klobouku měkká, ve třeni vláknitá. Na řezu se dužnina zbarvuje v klobouku růžově, ve třeni tmavorůžově, pak šedofialově, později šedomodře

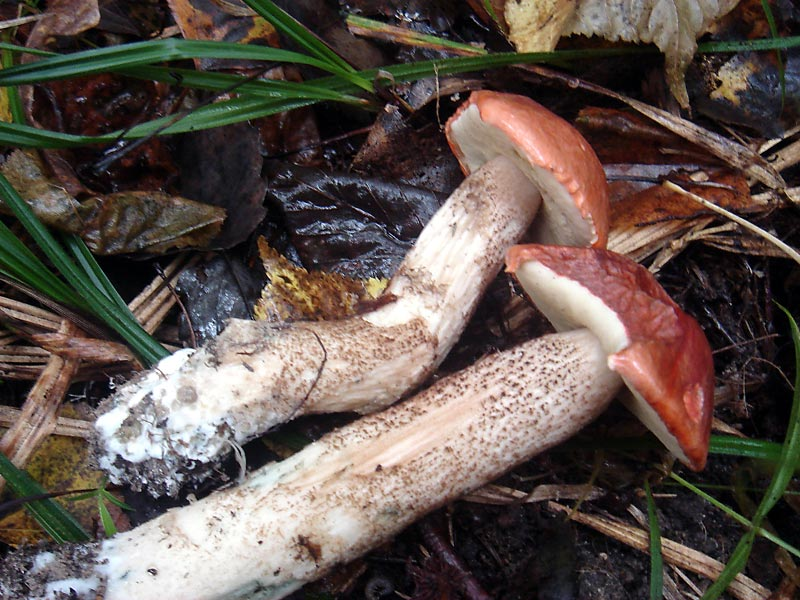
Třeň je v dospělosti válcovitý nebo kyjovitý

### Mikroskopický
Výtrusný prach je hnědý, se slabě olivovým odstínem.

## Výskyt
Roste v červenci až říjnu v jehličnatých lesích. Tvoří mykorhizu s borovicí lesní nebo s některými jinými druhy severoamerických borovic. Vyskytuje se poměrně zřídka, nalezneme ho však v celém mírném pásu severní polokoule.

## Nejčastější záměny
Křemenáč borový je podobný všem ostatním druhům křemenáčů, tzn. křemenáči osikovému, křemenáči březovému, křemenáči dubovému nebo křemenáči smrkovému.